# Perdiu boscana de Hainan
La perdiu boscana de Hainan (Arborophila ardens) és una espècie d'ocell de la família dels fasiànids (Phasianidae) que habita les zones boscoses de muntanya de l'illa de Hainan.